# Valentina (historieta)
Valentina es una serie de historietas italiana creada por el Guido Crepax en 1965. Es la más célebre de las obras del autor.

## Trayectoria editorial
Aparecida por primera vez en el número 2 de la revista Linus, fundada y dirigida por Giovanni Gandini, Valentina nace como personaje secundario. Prometida de Philip Rembrandt, alias Neutrón, crítico de arte e investigador ocasional, no estaba pensada como protagonista de la serie, pero Crepax no tardó en darse cuenta de su potencial, transformándola de simple comparsa en el personaje principal del cómic. Para el teórico Oscar Masotta, con este relevo de un personaje por otro:

nace entonces el relato derivacional, donde la consagración clásica del superhéroe por sus propios triunfos es abandonada por el relato rigurosamente vicario de una vida sin poderes, zarandeada por los acontecimientos, y donde la belleza, la pasividad de la heroína y los principios más generales de un feminismo encantatorio son una y la misma cosa.

No en vano, la teórica Francisca Lladó la incluye entre las «historietas de aventuras de segundo grado». También resalta la dificultad de lectura de la obra, porque «la vida de su protagonista se estructura desde áreas del subconsciente y de la opresión sociológica». En sus siguientes aventuras, Crepax desarrolla aún más el componente erótico, apenas insinuado en las primeras apariciones del personaje. 
A España, Valentina llegó de la mano de la revista Tótem, a finales de la década de 1970.
Las últimas obras sobre el personaje son In arte... Valentina de 2001, publicado por Lizard Edizioni, y el volumen Valentina, decimotercer volumen de la serie I Classici del Fumetto, publicado por el diario Repubblica en colaboración con Panini Comics.

## Biografía ficticia
Valentina Rosselli está inspirada en Louise Brooks, actriz de cine mudo, o en Luisa Crepax, esposa del autor.
Es el único personaje de cómic con carné de identidad, aunque no el único que envejece: nació el 25 de diciembre de 1942 en el número 42 de la calle De Amicis, en Milán, y murió a los 53 años, en 1995, en la última página de la historia Al diavolo Valentina!.

## Valoración
Para Marcello Bernardi, el erotismo de esta serie no es nocivo para el lector, dado que no se presenta "vulgar, grosero, antiestético, convertido en mercancía". En cambio:

Valentina no es comercial. Valentina no se vende, ni como la gasolina, ni como la cerveza, ni como cualquier otro bien de consumo masificado.